# Ha Byeong-ok
 (juillet 2023).
Si vous disposez d'ouvrages ou d'articles de référence ou si vous connaissez des sites web de qualité traitant du thème abordé ici, merci de compléter l'article en donnant les références utiles à sa vérifiabilité et en les liant à la section « Notes et références ».
Ha Byeong-ok est, depuis février 2006, le président de l'organisation Mindan qui regroupe les Sud-Coréens résidant au Japon.
À la tête de la Mindan, Ha Byeong-ok a signé, le 17 mai 2006, une déclaration commune avec son homologue de la Chongryon, organisation longtemps concurrente réunissant les Nord-Coréens du Japon.
Cet accord s'inscrit dans le rapprochement en cours entre la Corée du Nord et la Corée du Sud. Il pourrait faciliter la reconnaissance diplomatique de la Corée du Nord par le Japon, alors que les deux États n'entretiennent pas de relations diplomatiques.